# Farrell Dobbs
Farrell Dobbs (* 25. Juli 1907 in Queen City, Schuyler County, Missouri; † 31. Oktober 1983) war ein US-amerikanischer Politiker und vierfacher Präsidentschaftskandidat der Socialist Workers Party (SWP), einer trotzkistischen Partei der Vereinigten Staaten.
Sein Vater war ein Arbeiter im Steinkohlenbergbau, so dass der junge Dobbs schon früh erkannte, wie hart manche Menschen für ihren Lohn arbeiten müssen. 1925 beendete er mit der North High School auch seine Schullaufbahn, während dieser Zeit war Dobbs noch ein konservativer Anhänger der Republikaner und von deren Präsidentschaftskandidat Herbert Hoover.
Dobbs war in den Jahren 1948, 1952, 1956 und 1960 Präsidentschaftskandidat der SWP, konnte jedoch nie nennenswerte Erfolge erzielen. Er sah sich selbst als Schüler von Leo Trotzki, mit dem er auch in Briefkontakt stand, und James P. Cannon.